# Roman Stiftner

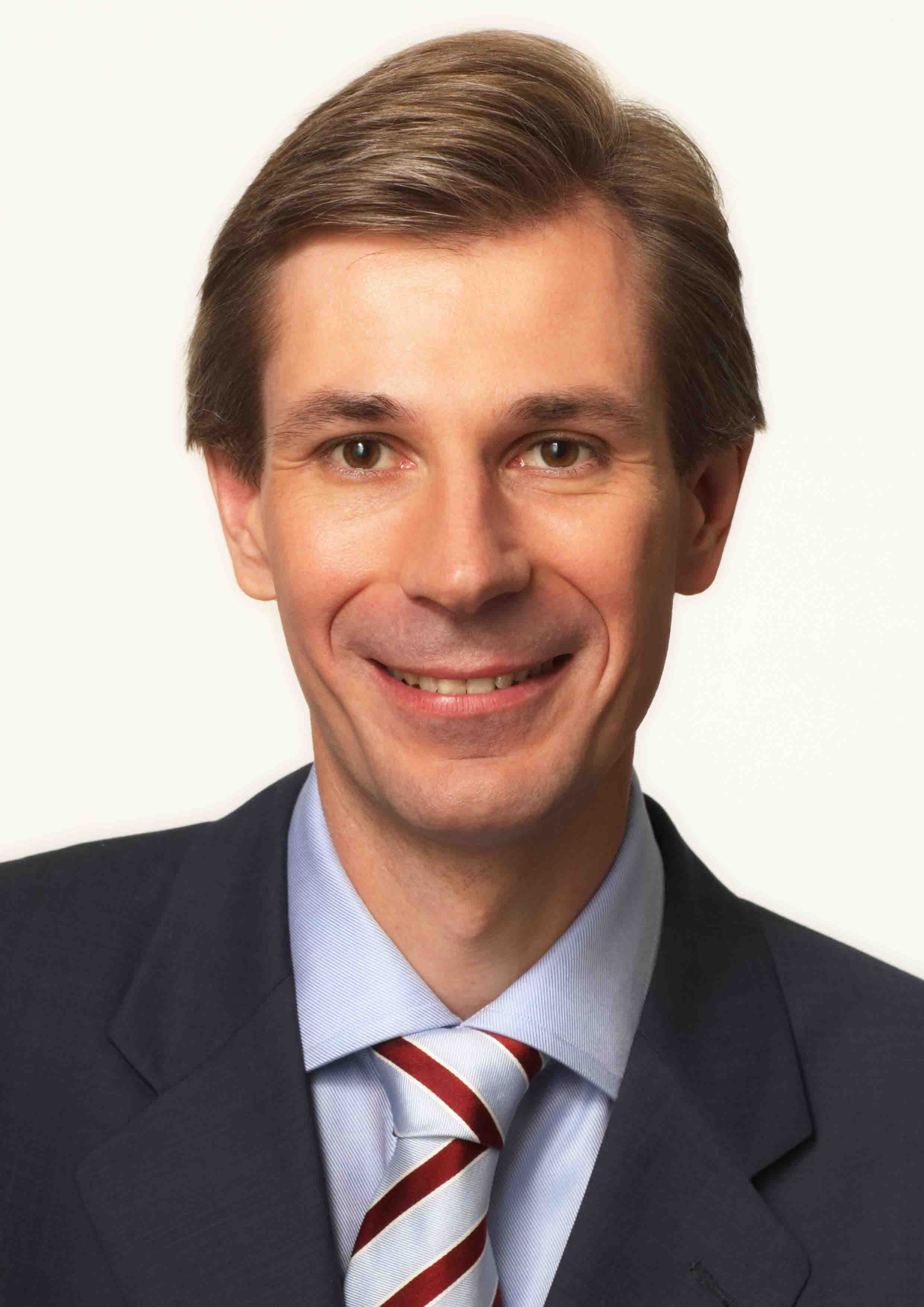
Roman Stiftner

Roman Stiftner (* 14. Jänner 1969 in Wien) ist ein österreichischer ehemaliger Politiker. Er war von 2005 bis 2015 Landtagsabgeordneter und Gemeinderat der ÖVP in Wien. Weiters ist er Geschäftsführer der Fachverbände Bergbau-Stahl und Nichteisenmetall-Industrie (NE-Metall) der Wirtschaftskammer Österreich.

## Biografie
Nach seiner HTL-Matura im Jahr 1988 begann Roman Stiftner zunächst das Studium der Elektrotechnik an der Technischen Universität Wien, ergänzte seine Ausbildung mit betriebswirtschaftlichen und rechtswissenschaftlichen Fächern an der Wirtschaftsuniversität Wien und schloss das Studium als Wirtschaftstechniker an der Technischen Universität Wien mit dem Akademischen Grad „Diplomingenieur“ 1994 ab.
Roman Stiftner begann seine politische Laufbahn in der ÖVP-Jugendorganisation JVP. 1995–2000 war er deren Obmann im Wiener Gemeindebezirk Liesing und 1997–1999 zusätzlich deren stellvertretender Landesobmann in Wien. 2003 wurde er zum Bezirksparteiobmann der ÖVP Wien-Liesing gewählt und 2007 wiedergewählt. Er gehört dem Landesparteivorstand der ÖVP Wien sowie dem Vorstand des ÖAAB Wien und dem Vorstand des Wirtschaftsbundes in Liesing an. Ab 2005 (Wiederwahl 2010) war er Landtagsabgeordneter und Gemeinderat in Wien. Zeitgleich wurde er zum Umweltsprecher der ÖVP Wien bestellt und beschäftigte sich als Bereichssprecher mit Informations- und Kommunikationstechnologie (IKT), Technik- und Technologiefragen sowie Energiepolitik. Ab 2010 war er auch Infrastruktursprecher, ab 2012 auch Verkehrssprecher der ÖVP Wien.
Roman Stiftner engagiert sich seit seinem Elektrotechnikstudium gegen den drohenden Klimawandel und setzt sich für praktikable Gegenmaßnahmen ein. Er sieht in erneuerbaren Energiequellen, wie der Solarenergie, eine wesentliche Chance – ohne Gefährdung von Wohlstand und Wirtschaftswachstum – dem CO2-Ausstoß entgegenzuwirken und war 1989 auch Gründungsmitglied von Eurosolar Austria.
Hauptberuflich war Roman Stiftner von 1995 bis 2005 im Management von Siemens AG Österreich tätig, zuletzt als Bereichsleiter der Logistikautomatisierungssparte des Konzerns. 2006 übernahm er die Geschäftsführung (CEO) des Logistikautomatisierungsunternehmens Dematic GmbH (Wien). Seit 2008 leitet er als Geschäftsführer die Fachverbände Bergbau-Stahl und Nichteisenmetall-Industrie (NE-Metall) in der Wirtschaftskammer Österreich.
Stiftner ist seit 2002 als Logistikexperte in der Bundesvereinigung Logistik Österreich (BVL) ehrenamtlich engagiert. 2008 wurde er zum Vizepräsidenten, 2011 zum Präsidenten der BVL gewählt und setzt sich besonders für die Bewusstseinsstärkung der Logistik und Infrastruktur für den Wirtschaftsstandort Österreich ein, wobei ihm dabei auch der nachhaltige ökologische Aspekt wichtig ist, der durch Innovation und Forschung vorangetrieben wird.
Privat beschäftigt er sich intensiv mit künstlerischer Fotografie und schloss den Diplomlehrgang an der Prager Fotoschule Österreich 2012 ab.
Seit 1994 ist er Mitglied der katholischen Studentenverbindung KöStV Nibelungia Wien im ÖCV.

## Auszeichnungen
- 2017 erhielt er das Große Silberne Ehrenzeichen für Verdienste um die Republik Österreich.
- 2023: Goldenes Ehrenzeichen für Verdienste um das Land Wien[2]